# Plesiosaures (ordre)
|  | Per a altres significats, vegeu «Plesiosaure». |

Els plesiosaures (Plesiosauria) són un ordre extingit de grans rèptils aquàtics piscívors que aparegueren al període Triàsic superior i van prosperar fins a l'extinció K-Pg a finals del Cretaci. Malgrat ésser grans rèptils mesozoics, no eren dinosaures.
Avui en dia hi ha gent que creu que els plesiosaures no estan pas extints, encara que no hi hagi cap prova científica per creure-ho. Sovint, el que en un principi són suposats albiraments de plesiosaures vius són cadàvers descompostos del tauró pelegrí o simples bromes.

## Descripció
Els plesiosaures típics tenien un cos ample i cua curta i van conservar els dos parells de membres anteriors que van evolucionar en grans aletes. Els plesiosaures van evolucionar a partir dels primerencs notosaures, els quals tenien un cos semblant al d'un cocodril; els tipus principals de plesiosaures es distingeixen per la mida de la seva testa i del coll.
Com a grup, els plesiosaures eren els animals aquàtics més grossos del seu temps, i àdhuc els més petits arribaven a fer 2 metres de llarg. Van créixer força més que els cocodrils més grossos, com el Deinosuchus, i eren més grossos que els seus successors, els mosasaures, tot i que aquests darrers no descendien pas dels plesiosaures.
Els plesiosaures eren vivípars, el seu cos no estava adaptat a sortir de l'aigua a pondre els ous a terra. El 2011 es va trobar un fòssil de plesiosaure amb un embrió dins. L'embrió era d'una mida relativa molt gran i això fa especular si eren animals socials

## Comportament
S'han descobert plesiosaures amb fòssils de belemnits (animals propers als calamars) i ammonits (grans mol·luscs semblants al nàutil) associat amb els seus estómacs. Tenien mandíbules poderoses, probablement prou fortes com per a mossegar a través de les closques dures de les seves preses. Els peixos ossis (osteïctis) començaren a estendre's durant el període Juràssic i també n'eren preses.
No se n'ha descobert cap ou ni cap tipus d'icnofòssil (evidències o marques deixades pel seu cos), però s'ha teoritzat que els plesiosaures més xiquets podrien haver-se arrossegat cap a les platges a pondre els ous, com les tortugues marines.
Una altra fet remarcable és el seu disseny de quatre aletes. Cap animal modern que nedi té aquesta adaptació i hi ha una especulació considerable sobre quina mena de braçada empraven. Mentre els pliosaures de coll curt poden haver sigut ràpids nedadors, les varietats de coll llarg van evolucionar més aptes per a la maniobrabilitat que per a la velocitat. També s'han descobert als esquelets gastròlits als seus estómacs, probablement per a ajudar amb la flotació.

## Famílies
La família més primerenca dels plesiosaures, els plesiosàurids, tenien caps petits i colls llargs. Van evolucionar fa aproximadament 220 milions d'anys durant el Triàsic superior, i fou el primer grup important de plesiosaures que s'extingí, fa més o menys 175 milions d'anys, a començaments del Juràssic.
La següent família de plesiosaures es caracteritzà per un cap gran i un coll curt, i són col·lectivament coneguts com a pliosaures. Els pliosaures més grossos, com Kronosaurus, Megalneusaurus, Plesiopleurodon, Pliosaurus i Brachauchenius, tenien les mandíbules de 3 metres de llarg, poden haver arribat a atènyer més de 12-15 metres de longitud, i pesaven més d'11 tones. Vèrtebres i dents aïllades d'Anglaterra poden pertànyer a exemplars de 22 metres de llarg, potser arribant a pesar més de 20 tones.
Els pliosaures tenien dents espesses, còniques i eren els carnívors dominants del seu temps. Es nodrien d'altres rèptils marins, incloent-hi als seus parents; s'han descobert marques de dents de pliosaures en altres plesiosaures, com els criptoclídids. Els pliosaures es van extingir fa aproximadament uns 80 milions d'anys, a les acaballes del període Cretàci.
El tercer grup també tenía un coll llarg i un cap diminut, i són coneguts com a criptoclídids, com el Cryptoclidus. En conjunt, ells eren més curts i lleugers que els plesiosàurids, però tenien els colls més curts en proporció a la resta del cos. Les seves dents també eren petites i primes, i poden haver sigut emprades per a filtrar el menjar dels sediments a les aigües costaneres poc fondes. Aparegueren fa uns 160 milions d'anys i aquests si que arribaren a l'extinció de fa 65 m.d'anys.
El darrer grup, els elasmosaures, dugué la tendència del coll llarg i testa diminuta a l'extrem. Eren els més llargs, arribant a atènyer els 13-17 metres de longitud, però la majoria era només coll; pesaven molt menys que els massius pliosaures. Tenien més de 72 vèrtebres, més que qualsevol altre animal que hagi existit mai a la Terra. Van viure al mateix temps que els crpitoclídids, de manera que haurien d'haver ocupat un nínxol ecològic diferent.

## Classificació i història
Els plesiosaures són uns dels fòssils més primerencs identificats pels paleontòlegs, junt amb el Mosasaurus i el dinosaure Iguanodon. El primer espècimen, corresponent al gènere Plesiosaurus, fou trobat el 1821 per la famosa cercadora de fòssils britànica Mary Anning, als depòsits d'Oxford Clay prop de Lyme Regis, Anglaterra. L'espècie fou descrita formalment i fou nomenada per Henry de la Beche i William Daniel Conybeare.
El món que van triar vol dir 'proper al llangardaix', derivat del grec plesios ('prop de') i sauros ('llangardaix' o 'rèptil'). El tàxon Plesiosauria fou anomenat per Henri Marie Ducrotay de Blainville el 1835.
La majoria del material de plesiosaures descobert el segle xix era dels mateixos dipòsits. Sir Richard Owen, ell sol, en va nomenar gairebé cent espècies. Malgrat tot això, els plesiosaures no són encara gaire coneguts. La major part de les noves espècies es van descriure basant-se en ossos aïllats, sense les característiques de diagnosi suficients per a separar-los de qualsevol de les altres espècies les quals havien sigut descrites prèviament. Moltes d'aquestes espècies han sigut invalidades subseqüentment, però el treball fet en aquell segle no ha sigut prou com per a eliminar aquest embolic taxonòmic. El gènere Plesiosaurus és particularment problemàtic. La majoria de les noves espècies foren col·locades allà, de manera que el tàxon és el que podríem dir un "abocador" per a una col·lecció gairebé aleatòria d'ossos.
Dos factors més fan difícil classificar els plesiosaures. Mentre s'han trobat a cada continent (inclosa l'Antàrtida), gairebé tots els espècimens són coneguts o de la formació del Juràssic superior d'Oxford Clay, o de la formació de guix Niobrara a Kansas del Cretàci mig.
Els plesiosaures també tenen un altre problema. La manera tradicional de classificar els plesiosaures és donada per la seua forma del cos gruixuda, però sembla que la mateixa forma del cos es desenvolupà en múltiples ocasions en un exemple d'evolució convergent. Recents anàlisis mostres que els elasmosaures de colls summament allargats realment descendeixen de com a mínim tres llinatges no relacionats, fent polifilètic el tàxon. Alguns pliosaures també poden relacionar-se més estretament a les espècies de coll llarg que a d'altres de coll curt. Les quatre agrupacions majors no semblen basar-se en les relacions evolutives reals.

### Taxonomia
La classificació dels plesiosaures ha variat al llarg del temps; la següent representa una versió actual (see O'Keefe 2001)
- Superordre SAUROPTERYGIA
  - Ordre PLESIOSAURIA
    - Subordre Pliosauroidea
      -         - Thalassiodracon

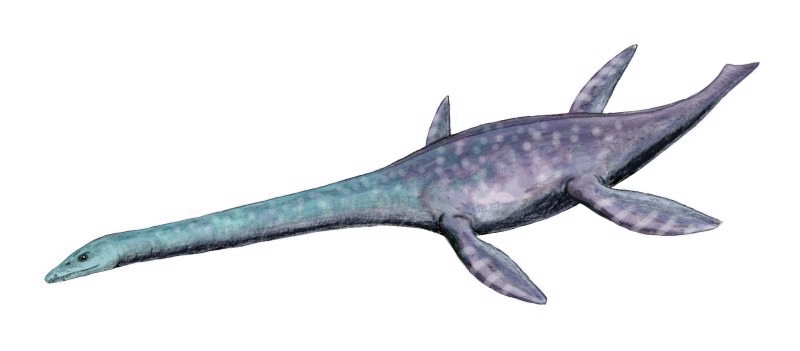
Attenborosaurus

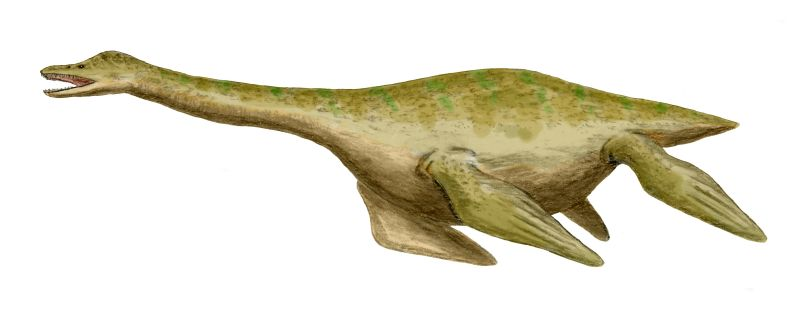
Cryptocleidus

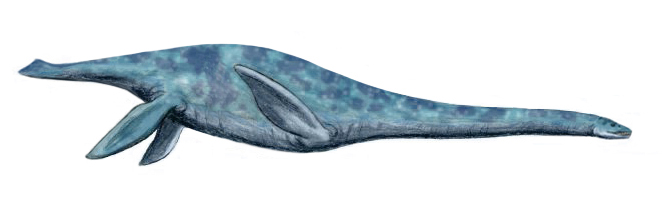
Muraenosaurus

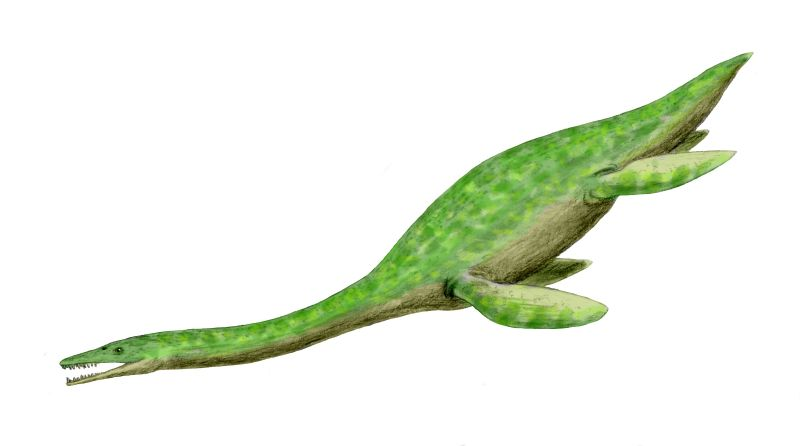
Thililua

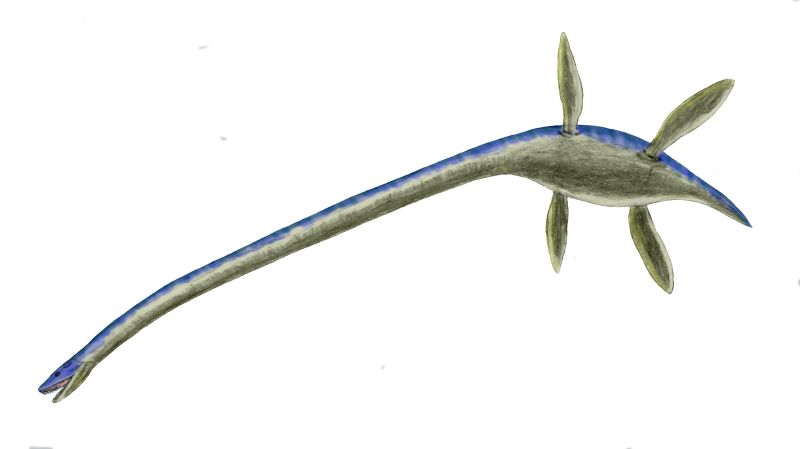
Thalassomedon

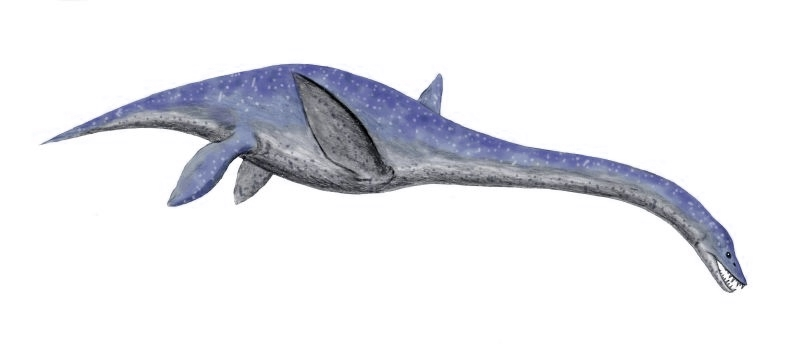
Libonectes

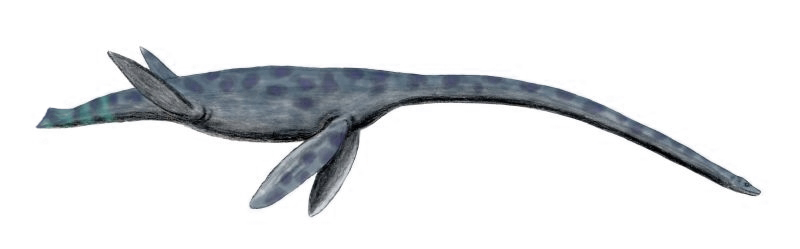
Styxosaurus

    - Subordre Plesiosauroidea(Gray, 1825) Welles, 1943 sensu O'Keefe, 2001 
      - Plesiopterys O'Keefe, 2004
      - Família Plesiosauridae Gray, 1825 sensu O'Keefe, 2001
        - Attenborosaurus Bakker, 1993
        - Plesiosaurus De la Beche i Conybeare, 1821

      - (sense rang) Euplesiosauria O'Keefe, 2001
        -  ? Sthenarosaurus Watson, 1911 (nomen dubium)
        -  ? Eretmosaurus Seeley, 1874
        -  ? Leurospondylus Brown, 1913
        - Superfamília Cryptoclidoidea Williston, 1925 sensu O'Keefe, 2001
          - Família Cryptoclididae Williston, 1925 sensu O'Keefe, 2001 
            -  ? Tatenectes O'Keefe i Wahl, 2003
            -  ? Colymbosaurus Seeley, 1874
            - Cryptocleidus Seeley, 1892
            - Muraenosaurus Seeley, 1874
            - Pantosaurus Marsh, 1891
            - Vinialesaurus Gasparini, Bardet i Iturralde-Vinent, 2002

          - (sense rang) Tricleidia O'Keefe, 2001
            - Família Tricledidae Nova
              - Tricleidus Andrews, 1909

            - Família Cimoliasauridae Delair, 1959 sensu O'Keefe, 2001
              -  ? Aristonectes Cabrea, 1941
              - Kaiwhekea Cruickshank i Fordyce, 2002
              - Kimmerosaurus Brown, 1981
              - Cimoliasaurus Leidy, 1851 (nomen dubium)

            - Família Polycotylidae Williston, 1909 sensu O'Keefe, 2001 
              -  ? Edgarosaurus Druckenmiller, 2002
              -  ? Georgiasaurus Otschev, 1978
              - Polycotylus Cope, 1869
              - Dolichorhynchops Willison, 1903
              - Trinacromerum Cragin, 1888
              - Sulcusuchus Gasparini i Spalletti, 1990
              - Thililua Bardet, Pereda Suberbiola i Jalil, 2003

            - Família Elasmosauridae Cope, 1869 sensu Bardet, Godefroit i Sciau, 1999
              -  ? Morenosaurus Welles, 1943
              - Occitanosaurus Bardet, Godefroit i Sciau, 1999
              - Microcleidus Watson, 1911

            - Família Elasmosauridae Cope, 1869 sensu O'Keefe, 2001
              -  ? Futabasaurus Sato, Hasegawa i Manabe, 2006
              -  ? Orophosaurus Cope, 1887 (nomen dubium)
              -  ? Woolungasaurus Persson, 1960
              -  ? Ogmodirus Williston i Moodie, 1913 (nomen dubium)
              -  ? Fresnosaurus Welles, 1943
              -  ? Piptomerus Cope, 1887 (nomen vanum)
              -  ? Goniosaurus Meyer, 1860
              -  ? Mauisaurus Hector, 1874
              -  ? Aphrosaurus Welles, 1943
              -  ? Hydrotherosaurus Welles, 1943
              -  ? Hydralmosaurus Welles, 1943
              -  ? Terminonatator Sato, 2003
              -  ? Turangisaurus Wiffen i Moisley, 1986
              -  ? Thalassomedon Welles, 1943
              - Elasmosaurus Cope, 1869
              - Brancasaurus Wegner, 1914
              - Callawayasaurus Carpenter, 1999
              - Libonectes Carpenter, 1997
              - Styxosaurus Welles, 1943

## Troballes recents
El 2002, el "Monstre d'Aramberri" s'anuncià a la premsa. Descobert el 1982 al poble d'Aramberri, a l'estat mexicà de Nuevo León, era originalment classificat com a dinosaure. L'espècimen era realment un pliosaure gegant, potser arribant a atenyer els 25 metres de llarg, i que pesaria més de 100 tones, fent-lo el major depredador conegut de tots els temps. En aquesta evidència es basà la sèrie documental de la BBC "Passejant entre Dinosaures", que el classificà com un Liopleurodon "ferox" (les dades de la classificació com espècie i la mida són considerats per alguns com molt prematurs i exagerats).
El 2004, el que sembla ésser un plesiosaure jove totalment intacte fou descobert a la Reserva Nacional Natural Bridgwater Bay al Regne Unit, per un pescador local. El fòssil mesura 1,5 metres de longitud i pot ésser relacionat amb el romaleosaure. Potser aquest és l'espècimen millor conservat d'un plesiosaure mai descobert.